# Lambretta (band)
Lambretta was een Zweedse poprockband. De band werd opgericht in 1993 en bestond tot en met 2005.

## Geschiedenis
De band werd opgericht in 1993. Na enige tijd kwam Linda Sundblad als zangeres bij de band, en later werd in 1999 het debuutalbum Breakfast uitgegeven. Na het uitgeven van nog twee albums met Lambretta maakte Sunblad eind 2005 bekend een solocarrière na te willen jagen. Hierop werd door de bandleden besloten de band op te heffen. Twee van de bandleden gingen door in een nieuw project genaamd Psych Onation.

## Leden
- Linda Sundblad - zang
- Klas Edmundsson - gitaar
- Petter Lantz - basgitaar
- Marcus Nowak - drums

Voormalige leden
- Anders Eliasson
- Tomas Persic

## Discografie
Studioalbums
- Breakfast (1999)
- Lambretta (2001)
- The Fight (2004)

Singles
- "Blow My Fuses" (1999)
- "Absolutely Nothing" (1999)
- "I'm Coming Home" (2000)
- "Bimbo" (2001)
- "Creep" (2001)
- "Perfect Tonight" (2002)
- "Kill Me" (2004)
- "Chemical" (2004)